# Aeroporto di São Tomé
L'aeroporto internazionale di São Tomé (Aeroporto Internacional de São Tomé in portoghese) è l'unico aeroporto internazionale di São Tomé e Príncipe situato a 5 km a nord della capitale São Tomé.